# عشق و خشم (فیلم)
عشق و خشم (ایتالیایی: Amore e rabbia) فیلمی به کارگردانی ژان-لوک گدار، مارکو بلوکیو، برناردو برتولوچی، پیر پائولو پازولینی و کارلو لیتزانی است که در سال ۱۹۶۹ منتشر شد.

## بازیگران
- مارکو بلوکیو
- جولیان بک
- جودیت مالینا
- میلنا ووکوتیک
- تام بیکر
- نینتو داولی
- کاترین ژوردان
- آلدو پولیزی